# BANG! BANG! BAKUGAN
『BANG! BANG! BAKUGAN』（バン! バン! バクガン）は、2010年4月28日に発売された鵜島仁文のシングル。

## 概要
ソロでは『紙飛行機』以来13年ぶりのシングル。
テレビアニメ『爆丸 バトルブローラーズ ニューヴェストロイア』のエンディングテーマ。日本だけではなく、先行して始まった海外での放送でも使用されている。
子供たちが爆丸で遊ぶ姿をイメージし、サビのフレーズから「みんなで歌う」という想定で制作された。なお、依頼を受けた時点ではオープニングテーマの予定だったが、その後エンディングに決まったため、それに合わせてイントロを変更したという。
ジャケットには筆文字で「バン!バン!爆丸」と書かれているが、正式なタイトルは英字表記である。

## 収録曲
1. BANG! BANG! BAKUGAN
2. 夢色紀行
3. BANG! BANG! BAKUGAN（カラオケ）

- 作詞・作曲・編曲：鵜島仁文